# Chunyun

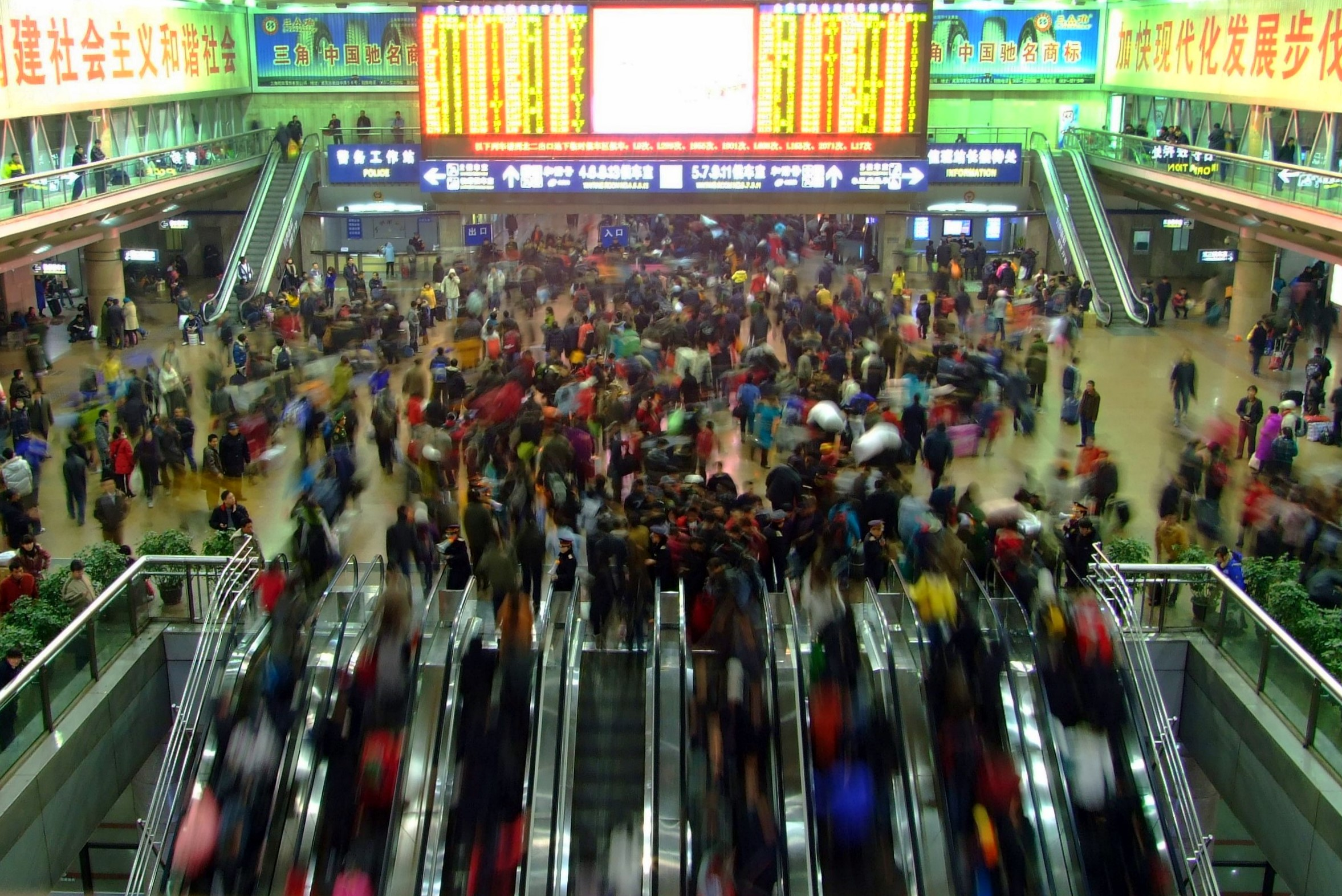
Beijings västra järnvägsstation under Chunyun 2009.

Chunyun, också kallat för Spring Festival travel season (Vårfestens reseperiod) eller Chunyun-perioden, är en tidsperiod runt det kinesiska nyåret med extremt hög trafikbelastning. Perioden börjar vanligen 15 dagar före Lunar New Year's Day och varar i omkring 40 dagar. Personresorna under Chunyunperioden har i antal överstigit Kinas befolkning, och nådde 2008 över två miljarder resor. Det har kallats för den största årliga mänskliga förflyttningen i världen. Järnvägstrafiken i Kina upplever den största utmaningen under perioden, och en mängd sociala problem har uppstått.
Den här artikeln är helt eller delvis baserad på material från engelskspråkiga Wikipedia, Chunyun, 17 oktober 2013.